# Seila
Seila là một chi ốc biển cỡ nhỏ, là động vật thân mềm chân bụng sống ở biển trong họ Cerithiopsidae.

## Các loài
Theo Cơ sở dữ liệu sinh vật biển (WoRMS), các loài sau với danh pháp hợp lệ được xếp vào chi Seila:
- Seila adamsii (H.C. Lea, 1845)
- Seila carinata Smith
- Seila chenui Jay & Drivas, 2002
- Seila inchoata Rolán & Fernandes, 1990
- Seila kuiperi Rolán & Pelorce, 2006
- Seila reunionensis Jay & Drivas, 2002
- Seila trilineata (Philippi, 1836)

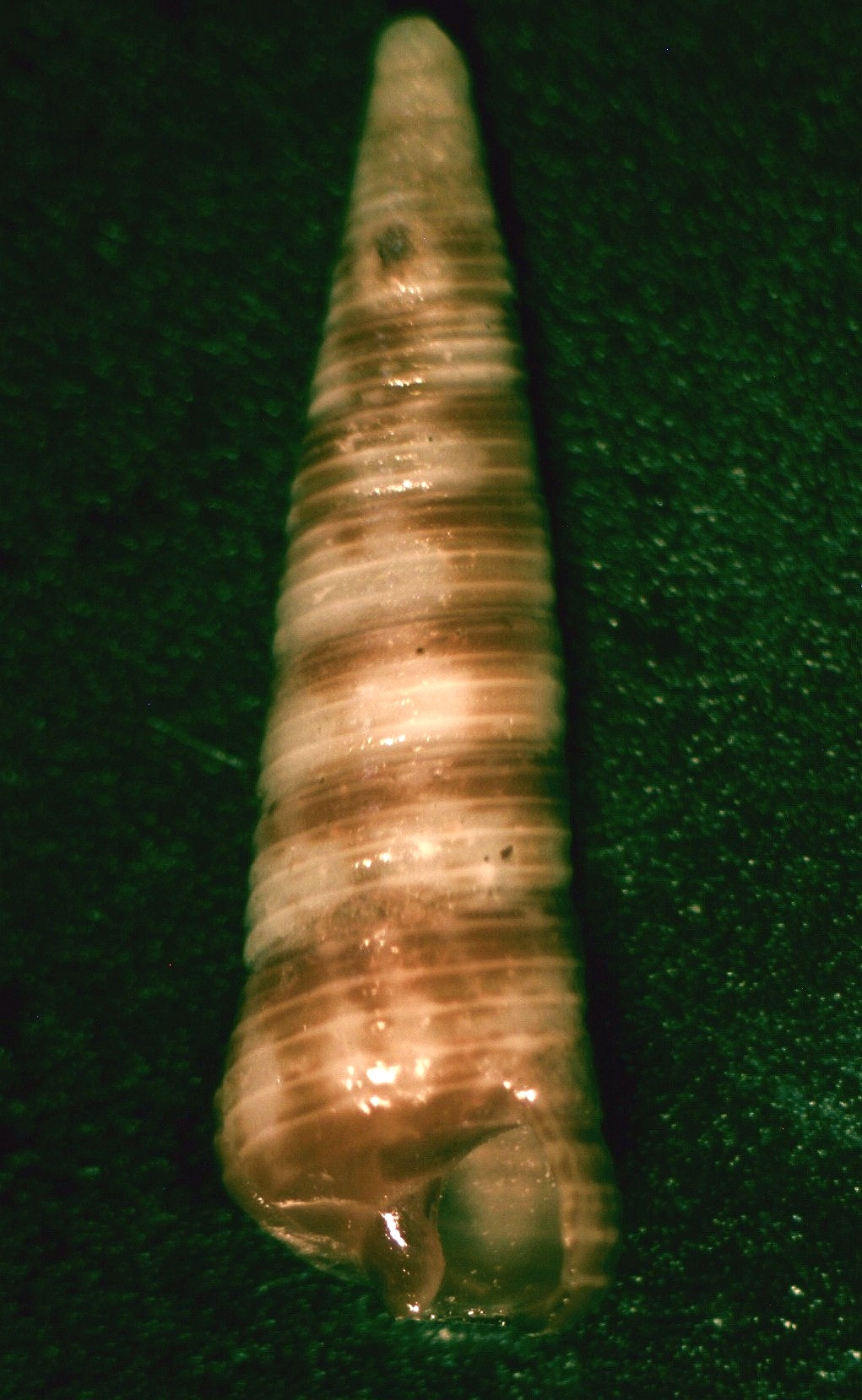
A vỏ ốc Seila marmorata

Cơ sở dữ liệu Indo-Pacific Molluscan cũng ghi nhận các loài sau với danh pháp đang sử dụng:
- Seila albosutura (Tenison-Woods, 1876)
- Seila bandorensis (Melvill, 1893)
- Seila capricornia (Laseron, 1956)
- Seila catenaria (Melvill & Standen, 1896)
- Seila cingulata (A. Adams, 1861-b)
- Seila cingulifera (Thiele, 1930)
- Seila crassicincta (Yokoyama, 1926-d)
- Seila crocea (Angas, 1871)
- Seila dextroversa (Adams & Reeve, 1850 năm 1848-50)
- Seila hinduorum (Melvill, 1898)
- Seila insignis (May, 1911)
- Seila iredalei (Laseron, 1956)
- Seila maculosa Laseron, 1951
- Seila magna Laseron, 1951
- Seila marmorata (Tate, 1893)
- Seila nigrofusca Laseron, 1951
- Seila parva (Angas, 1877)
- Seila tenuis Laseron, 1951
- Seila versluysi (Schepman, 1909)